# Pegasus (banda)
Pegasus es un grupo musical español de jazz-fusión formado en 1982 por Josep Mas "Kitflus", Max Sunyer, Rafael Escoté y Santi Arisa. Sunyer y Kitflus, habían estado juntos en Iceberg, con unos planteamientos similares. 

## Trayectoria artística
Tras su creación en 1982, Pegasus llegó a actuar el Festival de Jazz de Montreux y en el Carnegie Hall, en el "Kool Jazz Festival de Nueva York". Después de editar nueve discos, la banda cesa su actividad en 1996. Tras diez años sin tocar juntos, vuelven a hacerlo en 2007 en un concierto en Villafranca del Panadés. 
En 2008 iniciaron una pequeña gira en Vich, en el marco del Mercat de Música Viva. Actuaron también en el Auditorio de Barcelona el 6 de noviembre de 2008, dentro del "Festival de Jazz de Barcelona", donde realizan un DVD y presentan el lanzamiento de una antología de toda su obra. En esta nueva etapa se une a la banda Dan Arisa. En 2009, 2010 y 2011 siguen en activo con giras de conciertos por diversas ciudades del Estado.
En febrero del 2020 ofrecieron un concierto en la Sala Luz de Gas de Barcelona para celebrar 40 años de trayectoria, bajo el título ‘L'apocalipsi final’. Pegasus cerró su trayectoria con un último concierto con invitados (Manel Camp, Carles Benavent, Salvador Niebla, David Palau) el 10 de marzo de 2021 en la Sala Barts de Barcelona, que fue grabado para ser editado en disco.

## Discografía[5]
- La Prehistoria/Maquetes Primigenies fue grabado y mezclado en los estudios Sonocentro de Barcelona, el 3 de junio de 1982, en dos sesiones de 10 a 14 y de 16 a 22 horas. Técnico de grabación y mezcla: Santi Picó. Producción: Pegasus. Coordinación: Joan Mateu.
- Nuevos Encuentros (1982), primer disco que publicó el grupo; en la funda puede leerse un comentario de Constantino Romero.
- Comunicació-Comunicación-Comunication (1983)
- Montreux Jazz Festival (1984)
- Communication (1985)
- Searching (1985)
- Berlin. Simfonia d'una gran ciutat (1986), como nueva banda sonora para una película muda alemana de 1927: Berlin, Die Sinfonie der Großstadt (Berlín: sinfonía de una gran ciudad), de Walter Ruttmann. Pegasus tocó en directo esta música al tiempo que se proyectaba la película en el Teatro Gusman (Olympia Theater and Office Building o Maurice Gusman Cultural Center) durante la edición de 1987 del Festival de Cine de Miami.
- Còctel (1988)
- El setè cercle(1990)
- Selva Pagana (1996)
- La Prehistòria/Maquetes Primigenies (2001)
- Concert Gira 25 Aniversari 2008 + Montreux Jazz Festival 1984 (DVD, 2011)
- Standby… ON! (2014)

## Premios
- Primer premio del “Premi del Disc de la Generalitat de Catalunya” 1985
- Premio “Piano” al mejor grupo de 1985, Sabadell
- Premio “Quàrtica Jazz” (votación popular) al mejor grupo nacional 1986
- Premio ARC al mejor grupo de Jazz 2009